# Contard d'Este
Contard d'Este (Ferrara, 1216-Broni, Pavia, 16 d'abril de 1249) fou un noble, eremita i pelegrí. És venerat com a sant per l'Església catòlica.

## Biografia
Contard nasqué a Ferrara, en la família dels marquesos d'Este, senyors de la ciutat. Ja de jove, el noi va sentir la crida de la religió i abandonà les riqueses i els seus drets de successió per viure pobrament segons les directrius evangèliques.
Volent visitar els llocs sants, marxà de Ferrara amb alguns companys per fer pelegrinatge a sant Jaume de Compostela. En arribar a Broni (província de Pavia), emmalaltí i, veient que hi moriria, expressà el desig de ser-hi sebollit. Hi morí el 16 d'abril de 1249.

## Veneració
En morir, ningú no sabia qui era, però segons la llegenda, alguns esdeveniments inexplicables succeïren: quan morí, les campanes del lloc començaren a repicar soles i el cos del mort desprengué llum, com unes flames. La gent de Broni, en veure-ho, venerà el cos com a sant i l'enterrà a l'església, després convertida en basílica menor de San Pietro Apostolo. El culte popular fou aprovat per Pau V i confirmat per Urbà VIII.
Cada 16 d'abril es fa la festivitat litúrgica, i a Broni, on és el patró, l'últim dissabte d'agost es fa una processó per celebrar la translació del cos a la basílica.